# Herkunijati
Općenito govoreći, Rimljani su skovali naziv "Galija" kako bi opisali keltska plemena današnje središnje, sjeverne i istočne Francuske . Gali su od Belga na sjeveru dijelile Marne i Seine, a od Aquitani na jugu rijeka Garonne, a proširile su se i na Švicarsku, sjevernu Italiju i uz Dunav. Sredinom prvog stoljeća prije Krista, Herkunijati su bili manje pleme koje se nalazilo uz uski pojas keltskog naselja blizu Dunava, na zapadnoj strani rijeke malo zapadno od moderne  Budimpešte. Na sjeveru su im susjedi ilirski Azali i Dačani Carpi, na istoku Eravisci, na jugu ilirska plemena, a na zapadu  Boji koji se ubacio uz Taurini.
Znanstvenici nagađaju da je ovo pleme bilo kelto-ligursko, ilirsko. Zbog svih utjecaja koje su imali, vjerojatno zbog suradnje s okolnim plemenima.
Ime plemena je zanimljivo, ne samo zato što u velikoj mjeri odražava ime ligurskog plemena zvanog Hercates. Oba su nazvana po drevnoj proto-indoeuropskoj riječi za hrast: perkʷu-s, 'perk' plus sufiksi. Riječ je, naravno, opstala u engleskom, ali keltski je koristio nepovezanu riječ za hrast, 'deru' ili 'derwa'. 'p' u 'perku' postalo je 'h' (i Englezi su ga potpuno izbacili). Dakle, naziv oba plemena odnosio se na drevnu riječ za hrast. 
S drugog stajališta u ilirskoj teoriji plemena sama riječ je povezana sa slavenskim vrhovnim bogom Perunom.
Rimljani su zabilježili ime Hercynia silva, goleme Hercinske šume, koja se širila na istok od južne Njemačke i koja se pokazala ozbiljnom preprekom rimskoj ekspanziji. Grci su ga poznavali kao Orcynia - isto ime s malim varijacijama u pravopisu. Ovo je bila 'hrastova šuma', a čini se da je njezino ime već bilo staro u vrijeme kada je zabilježeno, zapravo toliko staro da je 'herk' značilo 'hrast' bez obzira tko je tu živio. To implicira da potječe iz zapadnog proto-indoeuropskoga, praktički prvog dolaska Indoeuropljana u regiju. To također znači da su Kelto-Liguri koji su rano stigli mogli prihvatiti ime kao Hercates, a kasnije nastali Kelti mogli bi to učiniti kao Hercuniates.
Plinije i Ptolemej to pleme nazivaju civitas peregrina (lutajućim plemenom) koje je doputovalo u Panoniju iz stranih krajeva, najvjerojatnije prateći Dunav sa zapada, zaobilazeći golemu Hercynia silva, šumu iz koje su, čini se, stekli njihovo ime. Identificirana su tri mjesta kao oppida za pleme, a sva su u regiji 
Balaton. Malo je toga poznato o njima, osim da su izdavali vlastite novčiće do drugog stoljeća prije Krista.
 Klaudije Ptolomejski smatra ih jednim od naroda Donje Panonije, koji su živjeli u zapadnoj dijelu Donje Panonije, prvo na sjevernom potom na južnom dijelu Donje Panonije. Neki istraživači smatraju da su živjeli u okolici Pečuha.

## Hercinska šuma
Hercinska šuma bila je drevna i gusta šuma koja se protezala zapadnom Srednjom Europom, od sjeveroistočne Francuske do Karpata, uključujući veći dio Južne Njemačke, međutim o njezinim se granicama raspravlja. Činila je sjevernu granicu onog dijela Europe poznatog antičkim književnicima. Drevni izvori nedvosmisleno govore o tome koliko se daleko proširio. Mnogi se slažu da je Schwarzwald, koji se protezao istočno od doline Rajne, činio zapadnu stranu Hercyniana, osim, na primjer, Lucija iz Tongerena. Po njemu je obuhvaćao mnoštvo masiva zapadno od Rajne.
Najranija hrvatska gorja u zapadnoj Slavoniji i  Moslavini su nastala Kaledonskim izdizanjem još sredinom paleozoika od devona. Nakon ovih krajem paleozoika u permokarbonu je bila druga Hercinska orogeneza (Variscisko izdizanje).